# 橘梨愛
橘 梨愛（たちばな りあ、1995年3月3日 - ）は、日本の女優、タレント、モデルである。大阪府出身。

## 人物

### 女優
大阪でモデルなどの仕事を経て、女優として主に活動を開始。すぐに仕事は無いので、他の女優が出演する現場に手伝いなどに行っていたが、その際に演出家の目に留まり、初出演の話が決定。初めての舞台は倉科遼監修、特撮作品『ミラーマン』で主演を務めた石田信之が演出をする舞台『遠き夏の日』。いきなり東京での公演となるが、稽古期間は東京に単身出向いて稽古を重ね、無事に舞台の本番を終えた。その舞台でに競演した俳優の藤井太一に誘われ、藤井が主催する「ブートレッグ」の舞台『トコネリ島に朝が来る』のオーディションを受けて合格。東京下北沢にある「Geki地下リバティ」で行われ、下北沢での舞台デビューも飾った。次に舞台芸術活性プロジェクト「アクトエッジパフォーミングアーツプロジェクト」での舞台『孵化する偏愛』で主演が決定。今まで演じたことのないアートな舞台芸術の公演を、大阪の劇場「カナリヤ条約」において行う。他にも東京と大阪を中心に、様々な舞台や映画に出演予定。

### ラーメン好き
2016年3月に開催された「ラーメンガールズコンテスト」のファイナリストとして選ばれ、同イベントに出演。入賞こそ逃したものの、そこでラーメン好きなキャラクターが定着。彼女のTwitterでラーメンや食べ物の記事が掲載されたあとは、ファンがその店に食べに行くという現象が起きている。本人いわく、フードレポーターの仕事があればやりたいと公言している。

### 性格
幼少期から明るい性格で人懐っこい性格であり、そのキャラクター性でファンだけでなく、各現場でのスタッフ受けも良い。特技はどこででもすぐに寝る事。舞台の本番前であっても、少しでも時間があると寝ているという噂がある。

## 出演

### 舞台
- 2015年8月　東京シネマアカデミー主催 総指揮：倉科遼／脚本・演出：石田信之　『遠き夏の日』 　井上タキ 役 出演
- 2016年2月　藤井太一主催 ブートレッグ公演  脚本・演出：太田龍馬　『トコネリ島に朝が来る』 　シホ 役 出演
- 2016年5月　アクトエッジパフォーミングアーツプロジェクトVol.1『孵化する偏愛』 aヒメ 役 主演

### Webメディア
- 2015年10月〜2016年3月　Web連続ドラマ『ショーブ！』 番外編 メインMC レギュラー[2]

### イベント
- 2015年12月　映画『天王寺おばあちゃんゾウ 春子 最後の夏』 オフォシャルサポーター
- 2016年 3月「ラーメンガールズコンテスト2016」 ファイナリスト
- 2016年 3月「戦国・ツワモノ・ロード 大阪の陣」 MC